# Threna
Threna ist ein Ortsteil der sächsischen Gemeinde Belgershain im Landkreis Leipzig.

## Geografie

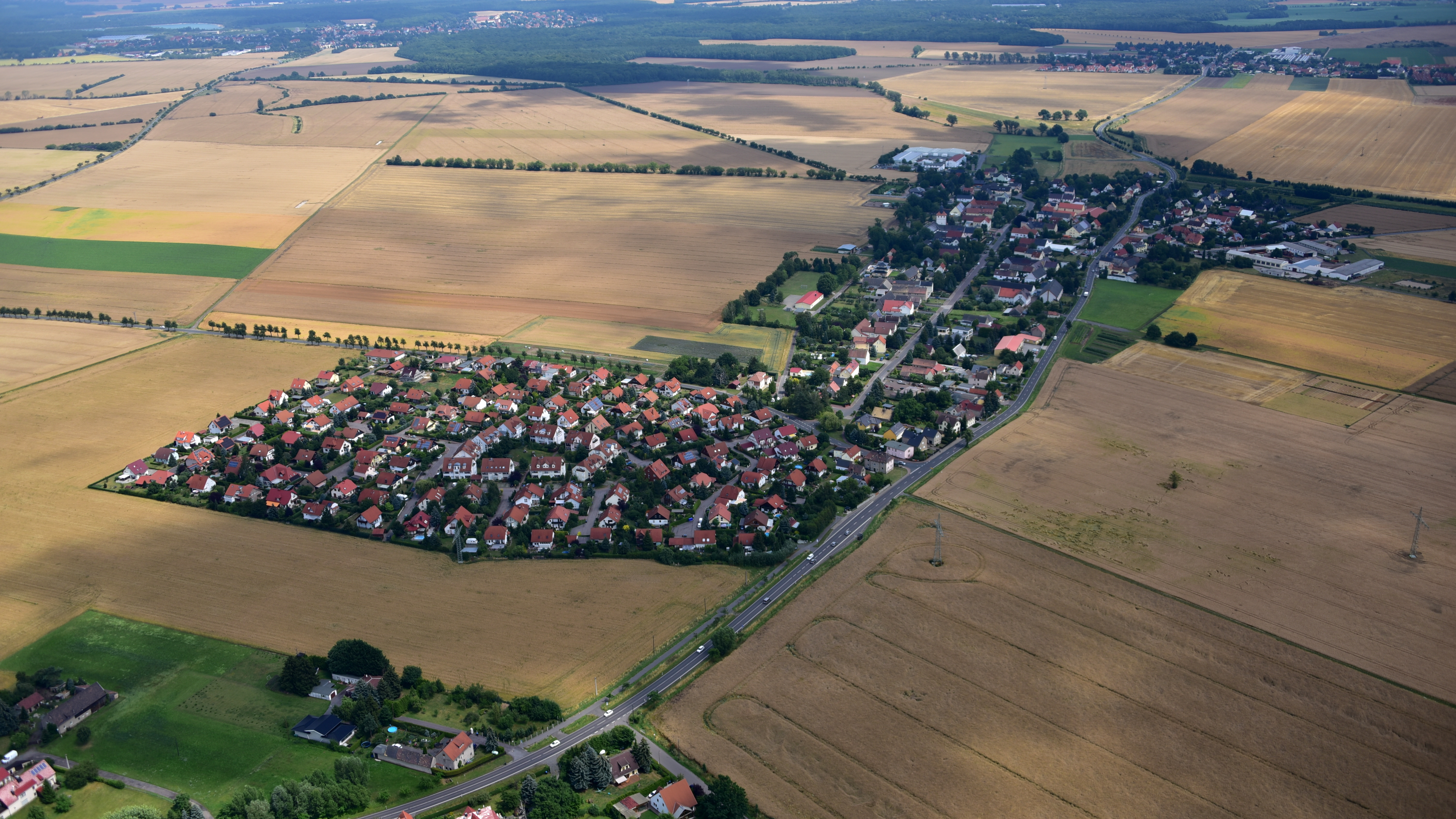
Threna, Luftaufnahme (2017)

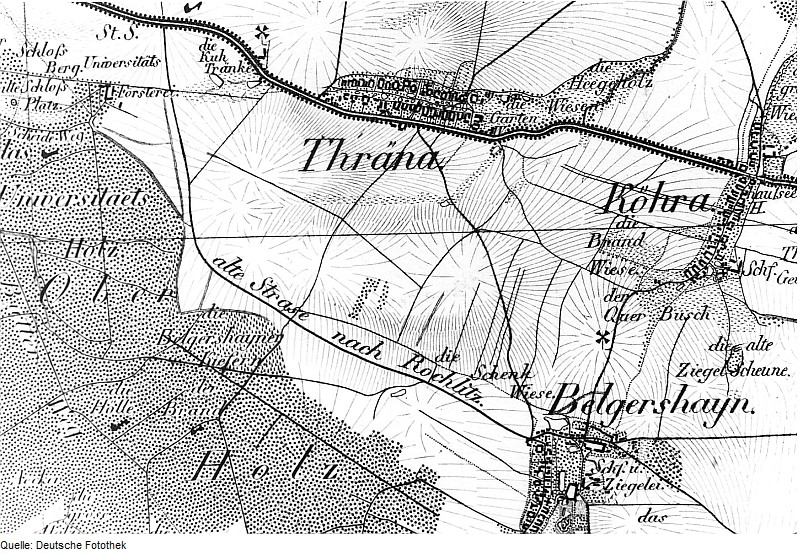
Thräna auf einer Karte von Hermann Oberreit (1836–39)

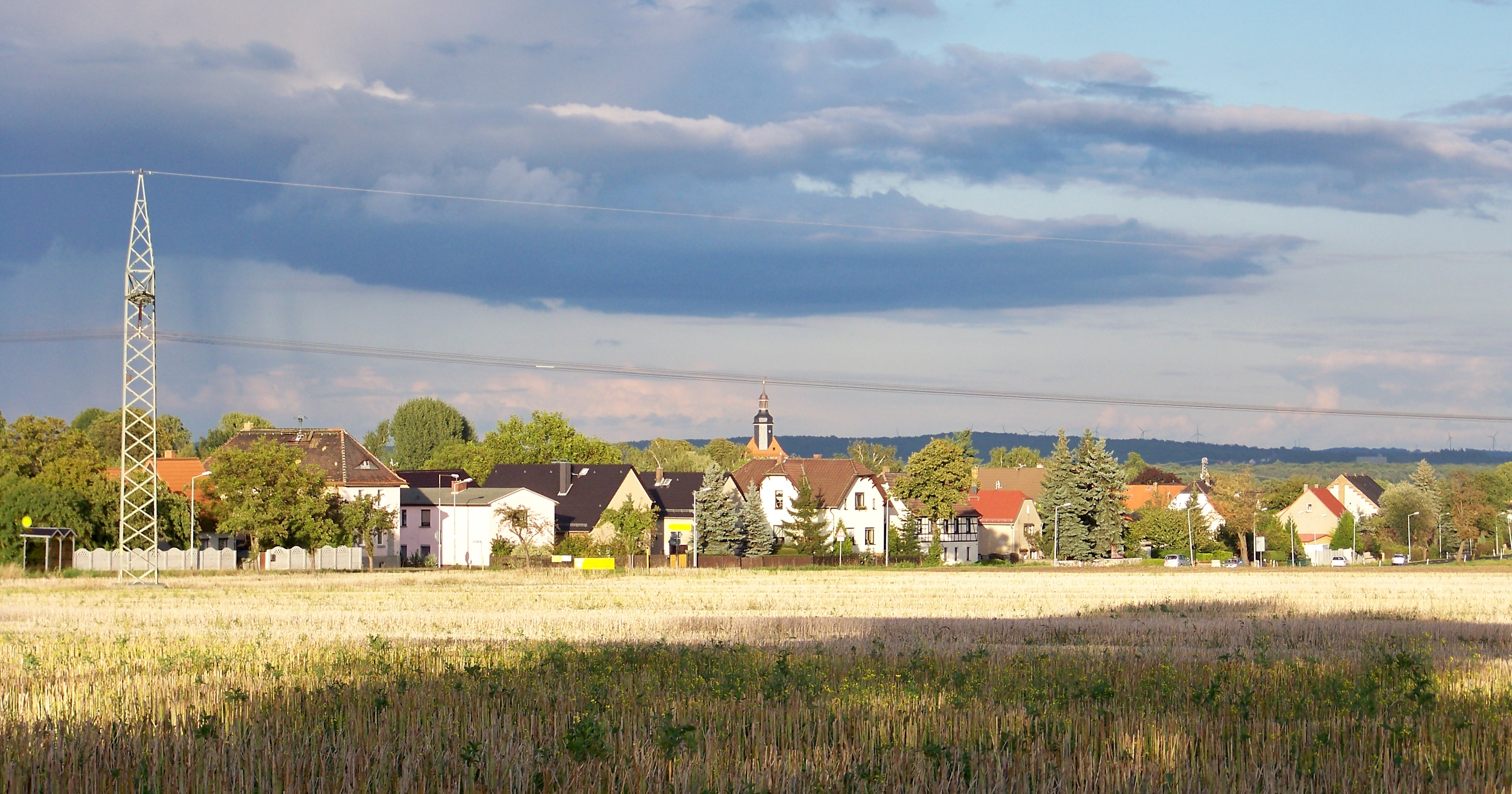
Blick auf einen Teil des Dorfes

### Lage
Threna liegt etwa 12 Kilometer südöstlich der sächsischen Großstadt Leipzig in der Leipziger Tieflandsbucht. Südwestlich des Ortes liegt das Waldgebiet Oberholz. In Threna entspringt die Threne, welche den Ort östlich verlässt.
Durch den Ort verläuft die Staatsstraße 38 Probstheida–Grimma. Über Kreisstraßen besteht Anschluss an Belgershain und Fuchshain, zudem verläuft hier die Bahnstrecke Leipzig–Geithain.

### Nachbarorte
| Großpösna | Fuchshain                                   | Naunhof |
|           | Kompassrose, die auf Nachbargemeinden zeigt | Köhra   |
|           | Belgershain                                 |         |

## Geschichte

### Orts- und Kirchengeschichte

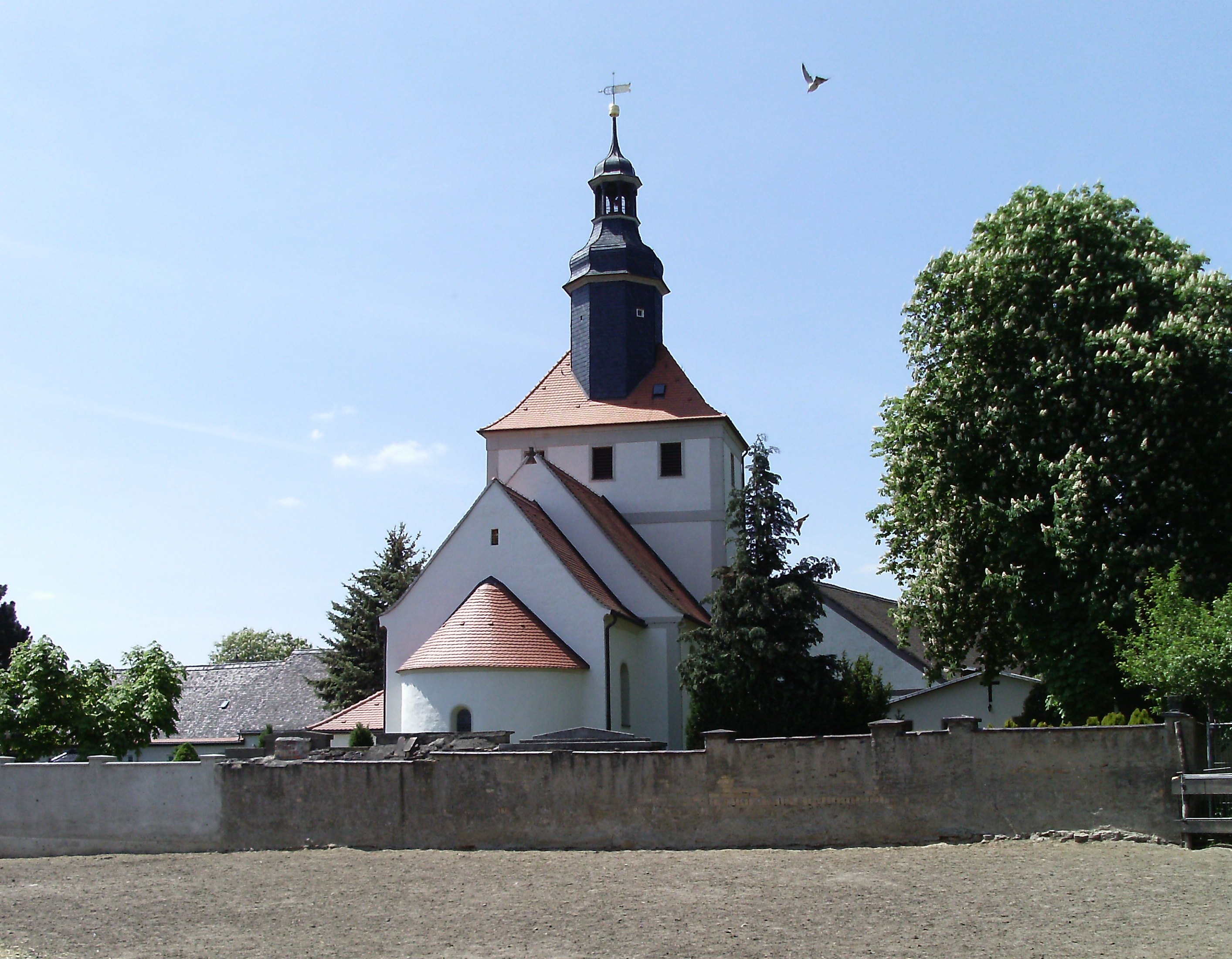
Kirche

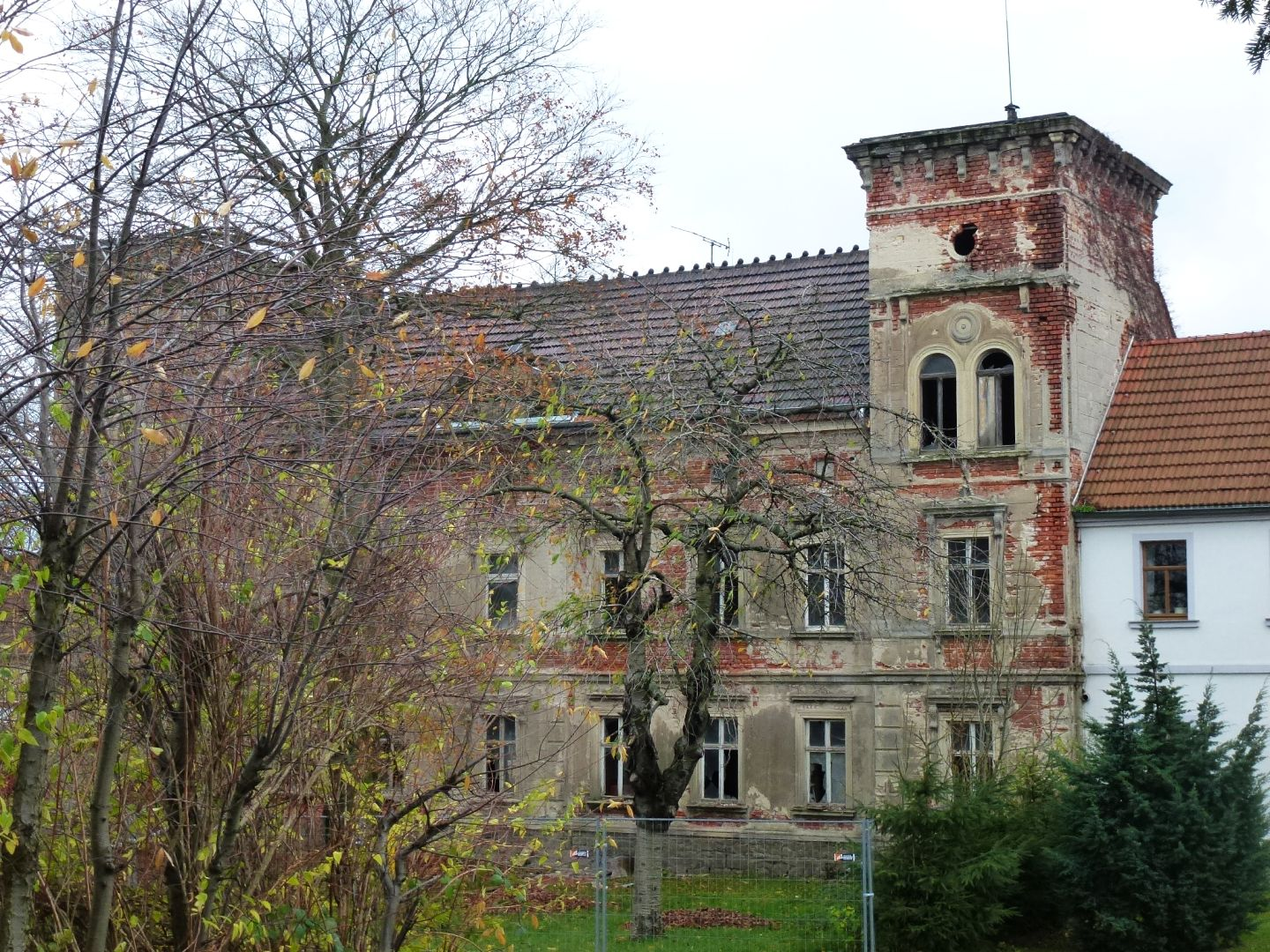
Herrenhaus vor der Renovierung (2013)

Die erste urkundliche Erwähnung datiert von 1205 als Herrensitz des Wilferus de Drenowe. 1421 stand Threna unter markgräflichem Gericht. 1556 erhielt Dippold von Schönfeld das Dorf. Für 1572 ist erstmals ein Lehrer (Küster) für Threna mit Belgershain belegt. August Schumann nennt 1824 im Staats-, Post- und Zeitungslexikon von Sachsen Threna betreffend u. a.: 

„[…] gehört schriftsässig zu dem, ¾ St. davon in Südost gelegenen, von Uechteritzischen Rittergute Belgershayn. […] Threna hat über 50 Häuser und 300 Bewohner, einen sehr bedeutenden Gasthof, eine Schule, eine Windmühle, und eine Filial- oder vielmehr Schwesterkirche von Belgershayn, zu welcher das Universitäts-Försterhaus gepfarrt ist. […] Im J. 1782 zählte man hier 191 Menschen über 10 Jahr, und 169 Kühe; 1789 der 44 Pferde. Der Ort hat 18 Hufen, […].“

Weiterhin heißt es im Werk „Neue Sächsische Kirchengalerie“ von 1911 den Ort und die Kirche betreffend u. a.: 

„Threna war ursprünglich Muttergemeinde, ist seit 1620 Filialgemeinde von Belgershain. Das Pfarrgut Threna ward verkauft und für den Erlös ein Gut in Belgershain als Pfarre erworben, […]. Die Kirche stammt aus alter Zeit, nach Gurlitt ist Apsis und Chor wohl 1250 erbaut, das Langhaus und die in spitzbogiger Tonne überwölbte Turmhalle sollen nach ihm in der zweiten Hälfte des 13. Jahrhunderts erbaut worden sein. […] Die Orgel ist 1778 von Orgelbaumeister Mauer in Leipzig für 304 Taler erbaut worden; eine gründliche Erneuerung erfolgte 1857 durch Wiegand-Borna; 1881 ließ Gutsbesitzer, Friedensrichter Heyne ein neues Register Viola di Gamba auf seine Kosten durch Kreuzbach-Borna einsetzen. […] Die Schule in Threna ward in alter Zeit, da Belgershain eine solche noch nicht hatte, von den Belgershainer Kindern mit besucht, erst später stellte Belgershain einen Kinderlehrer an, […]. 1855 ward die Kirchschulstelle von Threna getrennt. […] Bei einem großen Brande 1854 ging auch das alte Schulhaus mit in Flammen auf. 1855 ward das neue geweiht.“

Infolge der Bodenreform nach dem Ende des II. Weltkrieges wurde lediglich ein Bauer enteignet, in der Folge gab es 21 Neubauern und 11 Kleinsiedler im Ort. Am 13. September 1955 wurde die LPG „Vorwärts“ gegründet, am 1. Januar 1973 erfolgte die Gründung der KAP Threna und am 1. Januar 1978 die Gründung der LPG Pflanzenproduktion Threna.
Zum 1. April 1995 wurde Threna nach Belgershain eingemeindet.

### Entwicklung der Einwohnerzahl
| Jahr    | Einwohnerzahl                           |
| ------- | --------------------------------------- |
| 1548/51 | 32 besessene Mann, 1 Inwohner, 44 Hufen |
| 1764    | 33 besessene Mann, 9 Gärtner, 18 Hufen  |
| 1834    | 291                                     |
| 1871    | 380                                     |
| 1890    | 416                                     |

| Jahr | Einwohnerzahl |
| ---- | ------------- |
| 1910 | 457           |
| 1925 | 506           |
| 1939 | 486           |
| 1946 | 691           |
| 1950 | 701           |

| Jahr | Einwohnerzahl |
| ---- | ------------- |
| 1964 | 557           |
| 1990 | 474           |
| 1994 | 781           |